# Zbrojne Wyzwolenie
Zbrojne Wyzwolenie (ZW) – polska organizacja konspiracyjna pod okupacją niemiecką podczas II wojny światowej
Zbrojne wyzwolenie powstało 7 października 1939 r. w Warszawie. Na jego czele stanął płk Andrzej Petrykowski ps. "Zawada", "Andrzejewski", "Tarnawa". Organizacja rekrutowała się spośród powstańców śląskich oraz członków, głównie młodych, przedwojennego Stronnictwa Demokratycznego. Wchodziła w skład Centralnego Komitetu Organizacji Niepodległościowej (CKON), kierowanego przez inż. Ryszarda Świętochowskiego. Współpracowała z innymi organizacjami wchodzącymi w skład CKON, a przede wszystkim z Organizacją Wojskową (OW) inż. płk. rez. Witolda Orzechowskiego ps. "Longinus". Miała silny pion młodzieżowy, własną prasę i kolportaż. Od pocz. 1940 r. organizowała pomoc w skali kraju dla Żydów, a szczególnie zamkniętych w warszawskim getcie. W lutym wspólnie z OW Zbrojne Wyzwolenie zorganizowało komórkę ds. pomocy ludności żydowskiej, która po pewnym czasie wyspecjalizowała się w pomocy wojskowej. Od poł. 1940 r. organizacja wchodziła w skład Konsolidacji Obrońców Niepodległości. Jego kierownictwo przydzieliło Zbrojnemu Wyzwoleniu prowadzenie całokształtu spraw żydowskich w kraju, w tym współpracę z Żydowskim Związkiem Wojskowym. W listopadzie 1943 r. płk A. Petrykowski stanął na czele nowo utworzonego Korpusu Bezpieczeństwa, który było współtworzone przez Zbrojne Wyzwolenie.